# اسلایتلی مد استودیوز
اسلایتلی مد (انگلیسی: Slightly Mad) شرکت بازی ویدئویی بریتانیایی است، که در سال ۲۰۰۹ تأسیس شد.